# Zofia Czarnecka
Zofia Czarnecka (ur. 4 listopada 1897 w Warszawie, zm. 8 lutego 1926) – polska zakonnica i mistyczka.
Była najstarszą z czwórki rodzeństwa Stefana Czarneckiego i Marii z Jasińskich. W 1917 ukończyła szkołę Cecylii Plater-Zyberkówny. W 1919 podjęła decyzję o wstąpieniu na drogę życia zakonnego. 1 listopada 1920 wstąpiła do Zgromadzenia Sióstr Zmartwychwstanek (nowicjat w Kętach). 15 sierpnia 1921 lub 1922 złożyła pierwsze śluby zakonne. W okresie junioratu mieszkała w Warszawie w Domu św. Józefa na Sewerynowie. Wykazywała się wtedy dużymi umiejętnościami pedagogicznymi, jako wychowawczyni w seminarium nauczycielskim prowadzonym przez zmartwychwstanki. Uczyła historii i języka polskiego. Opiekowała się Sodalicją Mariańską. Zmarła związana ślubami czasowymi w opinii świętości (ulegała silnym przeżyciom mistycznym, nocom ciemności). Kościół katolicki zbierał potrzebną do beatyfikacji dokumentację (inicjatorką postępowania była Teresa Kalkstein – przełożona zakonu zmartwychwstanek w Polsce), sprawa została jednak wyciszona i w 1990 nie prowadzono już żadnych działań w tym zakresie.